# Coalition bleue
La Coalition bleue (en bulgare : Синята коалиция, Sinyata koalitsia) est une coalition électorale en Bulgarie fondée en 2009 par des partis de centre-droit dont notamment l'Union des forces démocratiques (UFD) et Démocrates pour une Bulgarie forte (DSB).
Membre du groupe du Parti populaire européen, elle a atteint 7,95 % des voix lors des élections européennes de 2009, en gagnant un siège au Parlement européen pour Nadezhda Mihaylova. Elle a manqué l'élection d'un second député européen de 0,01 %. Après l'entrée en vigueur du traité de Lisbonne, le 18e siège additionnel qui était prévu pour la Bulgarie a été attribué à cette coalition.

## Membres
- Union des forces démocratiques (UFD) — Съюз на демократичните сили (СДС)
- Démocrates pour une Bulgarie forte (DBF) — Демократи за силна България (ДСБ)
- Agrariens unis — Обединени земеделци
- Parti social-démocrate bulgare (PSDB) — Българска социалдемократическа партия (БСДП)
- Parti radical démocrate en Bulgarie (PRDB) — Радикалдемократическа партия в България (РДПБ)

La coalition s'est alliée avec le parti tsigane Štit (Щит, Bouclier).